# Yuan de Manchukuo
El Yuan de Manchukuo (满洲国圆 Manshūkoku-en?) fue la divisa oficial del Imperio de Manchukuo, desde junio de 1932 hasta agosto de 1945.
Esta unidad monetaria estaba basada en un patrón básico de plata pura de 23,91 gramos. Sustituyó al tael chino, el sistema monetario de uso regular en Manchuria previo al incidente de Mukden, como moneda de curso legal.

## Historia
Inicialmente los billetes y las monedas fueron acuñadas por el Banco de Japón. Más tarde, fueron acuñadas por el Banco Central de Manchukuo, situado en la capital de Manchukuo: Hsinking. Debido a las fluctuciones mundiales en el precio de la plata durante la década de 1930, Manchukuo retiró al yuan del patrón plata en 1935, vinculándolo, y más tarde estableciendo una tasa de cambio paritaria, con el yen japonés.
Los billetes emitidos fueron de cinco tipos: cien, diez, cinco y un yuan y cinco chiao (medio yuan), los cuales representaban a los miembros de la dinastía Qing en el anverso. Como resultado de las presiones inflacionarias que soportaron las zonas controladas por Japón hacia el final de la Segunda Guerra Mundial, se emitió un billete de 1.000 yuan en 1944.

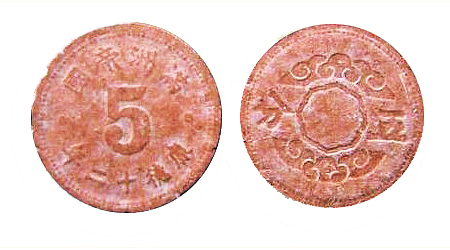
Moneda de fibra de Manchukuo.

El Yuan fue dividido en 10 chiao (角), 100 fen (分) o 1000 li (釐). Se emitieron monedas con valores desde 5 li hasta 10 fen.
En 1944 y 1945, Manchukuo emitió monedas (de 1 y 5 fen) hechas de lo que el "Standard Catalog of World Coins" describe como "fibra roja o marrón", similar al cartón. Estas monedas son un curioso ejemplo de monedas no metálicas.
En 1948, una vez finalizada la Segunda Guerra Mundial, aproximadamente 12 mil millones de yuan en billetes del Banco Central de Manchukuo fueron canjeados por el Banco Tung Pei.

## Galería de billetes

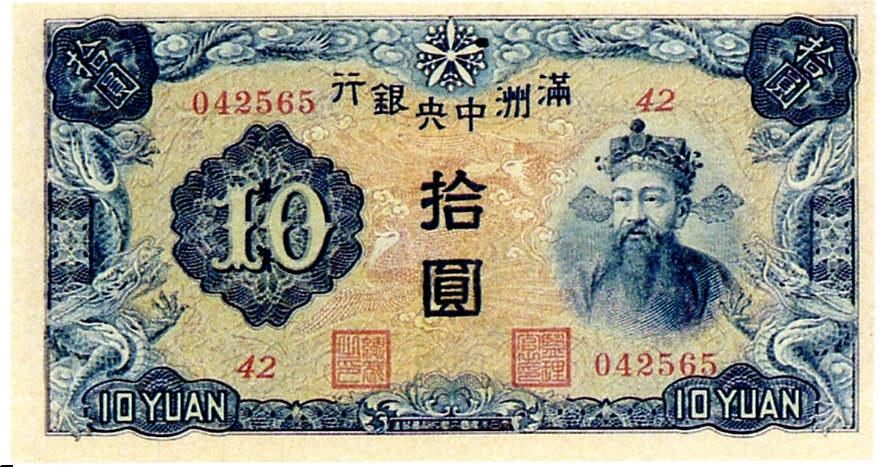
Billete de 10 Yuan, 1937 (anverso) representando al Emperador Qianlong.
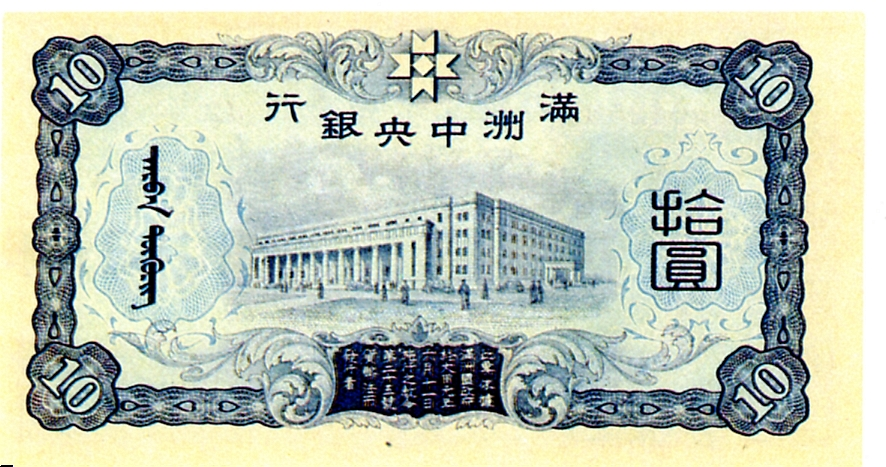
Billete de 10 Yuan, 1937 (reverso), representando el edificio del Banco Central de Manchukuo.
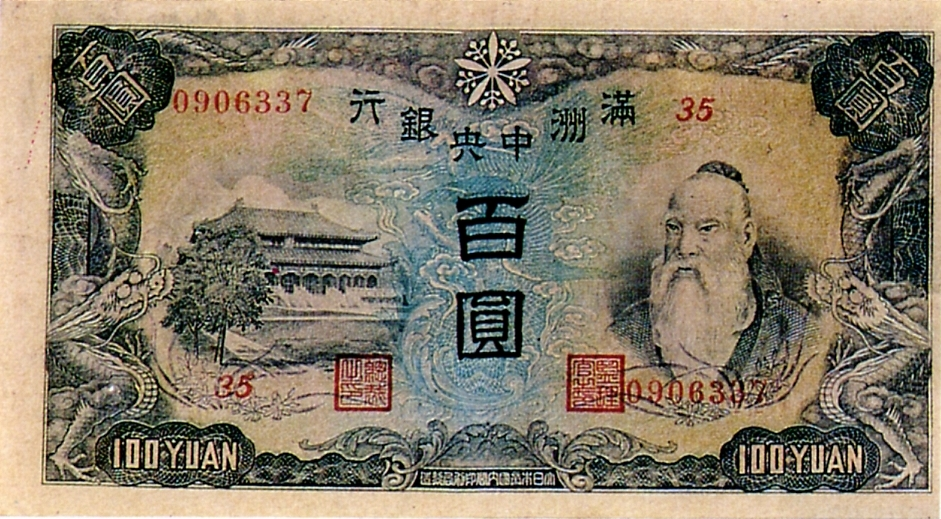
Billete de 100 Yuan, 1944 (anverso) con una imagen de Confucio.
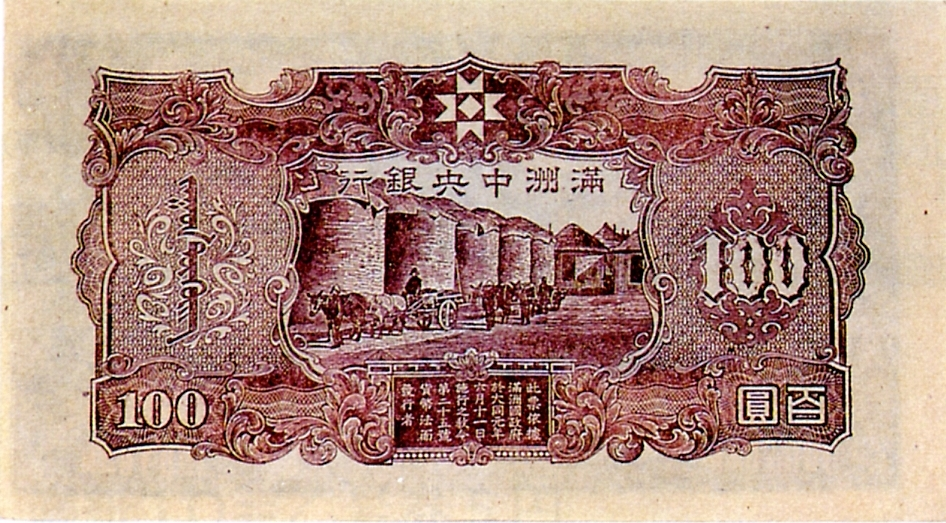
Billete de 100 Yuan, 1944 (reverso), mostrando silos de soja.